# Тор 2: Царство тьмы
«Тор 2: Ца́рство тьмы» (англ. Thor: The Dark World) — американский супергеройский фильм 2013 года, основанный на одноимённом персонаже комиксов издательства Marvel Comics. Производством занималась «Marvel Studios», а распространением Walt Disney Studios Motion Pictures. Продолжение фильма «Тор» (2011) и восьмая картина кинематографической вселенной Marvel (КВМ). Режиссёром фильма выступил Алан Тейлор, а сценаристами — Кристофер Йост, Кристофер Маркус и Стивен Макфили. Крис Хемсворт вновь исполнил роль Тора. Также в ленте сыграли Натали Портман, Том Хиддлстон, Энтони Хопкинс, Стеллан Скарсгард, Идрис Эльба, Кристофер Экклстон, Адевале Акиннуойе-Агбадже, Кэт Деннингс, Рэй Стивенсон, Закари Ливай, Таданобу Асано, Джейми Александр и Рене Руссо. По сюжету Тор и Локи (Хиддлстон) объединяются, чтобы спасти Девять миров от Тёмных эльфов.
Разработка продолжения «Тора» началась в апреле 2011 года, когда продюсер Кевин Файги объявил о планах по его созданию вслед за кроссовером «Мстители» (2012). В июле 2011 года режиссёр «Тора» Кеннет Брана отказался от работы над сиквелом. Брайан Кирк и Пэтти Дженкинс считались кандидатами на пост режиссёра. Однако в январе 2012 года должность получил Алан Тейлор. В августе 2012 года Кристофер Экклстон и Адевале Акиннуойе-Агбадже пополнили актёрский состав в качестве злодеев фильма. Съёмки проходили с сентября по декабрь 2012 года в английском графстве Суррей, а также в Лондоне и Исландии. Тейлор планировал придать сиквелу большей приземлённости, чем первой части, вдохновившись своей работой над «Игрой престолов». Первоначально режиссёр пригласил Картера Бёруэлла в качестве композитора, но студия Marvel заменила Бёруэлла на Брайана Тайлера.
Мировая премьера ленты состоялась 22 октября 2013 года в лондонском кинотеатре «Odeon Luxe Leicester Square». Фильм стал частью второй фазы КВМ и вышел в прокат в октябре—ноябре 2013 года. Кинокартине сопутствовал коммерческий успех и мировые сборы более $644 млн, что сделало её десятым самым кассовым проектом 2013 года. Однако фильм получил неоднозначные отзывы критиков, которые отметили актёрскую игру Хемсворта и Хиддлстона, визуальные эффекты и экшен-сцены, но раскритиковали поверхностный характер злодея и отсутствие глубины. Впоследствии Алан Тейлор выразил недовольство итоговой версией фильма, заявив, что студия Marvel во время пост-продакшна существенно изменила его изначальное видение. Триквел приключений Тора от режиссёра Тайки Вайтити «Тор: Рагнарёк» вышел в 2017 году, а премьера четвёртой части «Тор: Любовь и гром» состоялась в июле 2022 года.

## Сюжет
Столетия назад, асгардский царь Бор, отец Одина, победил Тёмных эльфов во главе с Малекитом, который стремился вернуть Вселенную к её исходному состоянию, стерев все Девять миров силой Эфира, превращающего материю в антиматерию. После разгрома в битве Малекит, бросив свою армию, скрылся, а Бор велел зарыть Эфир так глубоко, как только возможно.
В наши дни Тор занят восстановлением порядка в Девяти мирах. Локи закован в кандалы и заточён в тюрьму Асгарда. Фригга беспокоится о Локи и часто навещает его.
Тем временем на Земле, в Лондоне, Джейн Фостер изучает необъяснимую аномалию, заставляющую вещи то пропадать в пространстве, то появляться вновь в другом месте, и сопровождающуюся нарушением гравитации, из-за чего некоторые машины парят в невесомости. Пройдя сквозь одну из аномалий, Джейн оказывается рядом с Эфиром.
Тор, каждый вечер наблюдающий за Джейн с восстановленного Радужного моста, узнаёт, что Хранитель Врат — Хеймдалл — потерял её из поля зрения, и отправляется на поиски. Между тем Джейн приходит в себя на фабрике, где и были замечены аномалии. В это время Дарси, обеспокоенная исчезновением подруги, отсутствовавшей пять часов, вызывает полицию и находит Джейн. Взяв Джейн за руку, полицейский отлетает от мощного импульса. Появившийся в это время Тор догадывается, что источник силы носит внеземной характер, и забирает Джейн с собой в Асгард. Один опознаёт силу, заточённую в Джейн, как Эфир. Он настаивает, чтобы Тор вернул Джейн на Землю, однако Фригга берёт её под свою опеку.
Пробуждённые силой Эфира, Малекит и его войско нападают на Асгард. Обнаружив источник Эфира в Джейн, они захватывают её в плен, однако, она всё это время была иллюзией, наложенной Фриггой. Фригга отказывается выдавать Джейн, в результате чего подручный Малекита убивает её. Появившийся Тор наносит молниевый удар Малекиту, однако последнему удаётся сбежать. После похорон Фригги Один вызывается победить Малекита в бою. Тор понимает, что сражение потребует больших жертв, и просит отца разрешить ему переместиться вместе с Джейн в Тёмный мир и там добыть Эфир из её тела, однако получает отказ. Тор обращается за помощью к Локи, знающему тайные тропы в другие миры. Локи, ведомый желанием отомстить за Фриггу, соглашается им помочь. Он бежит с Тором и Джейн из Асгарда. Они находят Малекита. Бог Локи ранит Тора, спуская его к ногам Малекита. Малекит извлекает Эфир из Джейн, однако в последний момент Локи разрушает иллюзию и Тор направляет молнии в Эфир, разбивая его на множество осколков. Однако Малекит собирает его вновь и поглощает. Начинается сражение, в результате которого Локи «погибает» в бою с Малекитом и его свитой. Тор оставляет мёртвое тело брата и отправляется с Джейн на Землю, где Дарси с помощью своего стажёра Йэна вызволяет доктора Эрика Селвига из психбольницы, в которую его отправили после неудавшейся попытки предупредить людей о сближении девяти миров.
Джейн, Тор и доктор Селвиг придумывают план противостояния Малекиту, используя пространственные аномалии на Земле. Малекит рассчитывает использовать схождение миров, чтобы направить энергию Эфира через них и возродить во Вселенной мир Тёмных эльфов. С помощью Джейн и Селвига Тору удаётся подобраться к Малекиту и выбросить его сквозь аномалию в его родной мир. Повреждённый корабль тёмных эльфов начинает разрушаться, однако Селвиг отправляет его через аномалию на планету эльфов, и тот обрушивается на Малекита.
Джейн Фостер остаётся на Земле, а Тор возвращается в Асгард. Он просит Одина освободить его от обязанности царствования в Девяти мирах и рассказывает ему о жертве Локи. Один желает удачи сыну, хоть и не даёт ему своего благословения. Как только Тор покидает чертог, «Одином» оказывается Локи, узурпировавший трон под личиной отца.
В первой сцене после титров Вольштагг и Сиф передают Эфир на хранение коллекционеру Танелииру Тивану, поскольку опасаются хранить его в Асгарде одновременно с Тессерактом.
Во второй сцене Тор возвращается на Землю в объятия Джейн Фостер.
В последней сцене зверь из Ётунхейма, ранее прошедший через межпространственный портал во время финальной битвы, охотится на птиц в Лондоне.

## Актёрский состав
| Актёр                     | Роль          |
| ------------------------- | ------------- |
| Крис Хемсворт             | Тор           |
| Натали Портман            | Джейн Фостер  |
| Том Хиддлстон             | Локи          |
| Энтони Хопкинс            | Один          |
| Кристофер Экклстон        | Малекит       |
| Джейми Александер         | Сиф           |
| Закари Ливай              | Фандрал       |
| Рэй Стивенсон             | Вольштагг     |
| Таданобу Асано            | Огун          |
| Идрис Эльба               | Хеймдалл      |
| Рене Руссо                | Фригга        |
| Адевале Акиннуойе-Агбадже | Алгрим / Курс |
| Кэт Деннингс              | Дарси Льюис   |
| Стеллан Скарсгард         | Эрик Селвиг   |
| Элис Криге                | Эйр           |
| Клайв Расселл             | Тюр           |

| Актёр             | Роль                                                 |
| ----------------- | ---------------------------------------------------- |
| Джонатан Ховард   | Йэн Бутби                                            |
| Крис О’Дауд       | Ричард                                               |
| Бенисио Дель Торо | Танелиир Тиван / Коллекционер (в титрах не указан)   |
| Офелия Ловибонд   | помощница Коллекционера Карина (в титрах не указана) |
| Тони Карран       | Бёр (в титрах не указан)                             |
| Крис Эванс        | Стив Роджерс / Капитан Америка (в титрах не указан)  |
| Стэн Ли           | пациент психиатрической больницы (камео)             |
| Ричард Уортон     | пациент психиатрической больницы                     |
| Ричард Брейк      | лейтенант Эйнхерий                                   |
| Бретт Такер       | Эйнхерий                                             |
| Джастин Эдвардс   | офицер полиции                                       |
| Талула Райли      | медицинская сестра                                   |
| Стив Скотт        | в роли самого себя                                   |
| Эндрю Кроуфорд    | музыкант (в титрах не указана)                       |
| Джулиан Стоун     | актёр озвучивания (в титрах не указана)              |

В фильме задействовано свыше 70 актёров, не считая актёров массовки.

## Производство

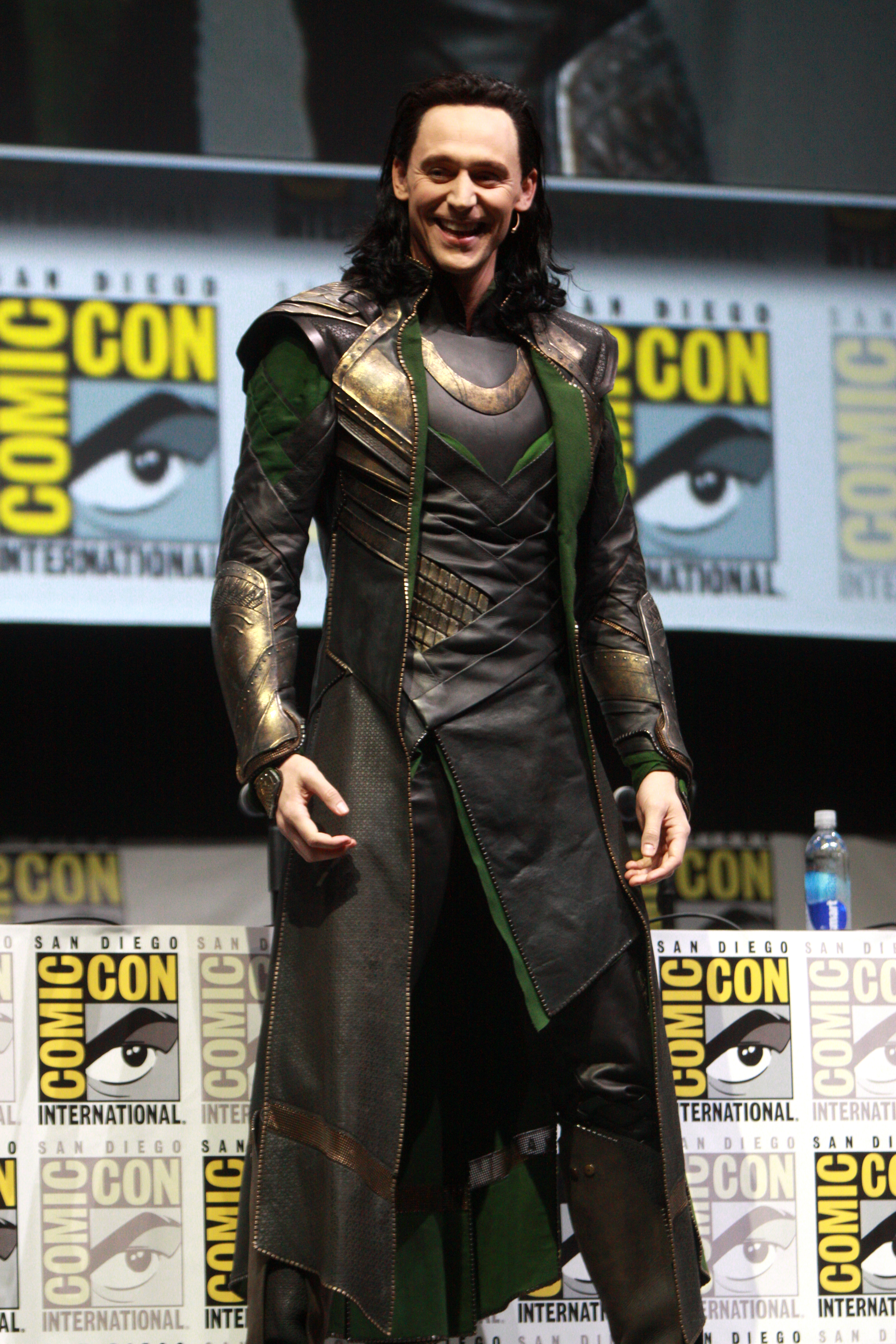
Том Хиддлстон в костюме Локи, приёмного сына Одина

В апреле 2011 года президент Marvel Studios Кевин Файги заявил, что после «Мстителей» Тор отправится в новое приключение. Режиссёр «Тора» Кеннет Брана прокомментировал заявление Файги: «Это отчасти новость для меня. <…> В моей крови слишком много ирландского суеверия, чтобы предположить, что „Тор 2“ появится. Но если Marvel говорит, что это случится, значит это правда». Кроме того, Файги отметил, что перед тем, как строить новые планы, они будут принимать во внимание кассовый успех первой части фильма, и сказал, что «Дон Пэйн уже работает над идеей сценария второй части. У нас есть некоторые планы относительно Кеннета Брана, чтобы обсудить его возвращение, но сейчас всё внимание акцентируется на первом фильме». В июне 2011 года Walt Disney Pictures и Marvel Studios анонсировали, что релиз второй части фильма намечен на 26 июля 2013 года. Крис Хемсворт снова появится в роли Тора, а Кеннет Брана покинет режиссёрское кресло, но остаётся в качестве продюсера, причём по словам самого Браны, это решение было обоюдным. На следующий день после объявления даты Дон Пэйн подтвердил, что приглашён для работы над сценарием второго фильма.
В июле 2011 года актёр Идрис Эльба в интервью сайту IGN на San Diego Comic-Con International сообщил, что намерен вернуться в сиквеле к роли Хеймдалла, а спустя месяц подтвердил, что контракт подписан. В августе стало известно, что на стадии переговоров находится режиссёр Брайан Кирк. В случае подписания контракта, фильм станет режиссёрским дебютом Кирка в Голливуде, ранее он был известен по работе над телесериалами «Игра престолов» и «Подпольная империя» для телеканала HBO, «Декстер» для Showtime и «Лютер» для BBC. В начале сентября стало известно, что Том Хиддлстон снова появится в роли Локи; в интервью MTV Хиддлстон отметил, что его персонаж «должен ответить за то, что сделал». В том же месяце Брайан Кирк решил отказаться от режиссёрского кресла по причине финансовых и творческих разногласий со студией, которая уже начала переговоры с Пэтти Дженкинс, известной по фильму «Монстр» и телесериалу «Убийство». В сентябре Рэй Стивенсон рассказал, что ведёт переговоры о возвращении в качестве Вольштагга, «если Мстители не перемешают все миры в кучу», а Джошуа Даллас подтвердил, что снова сыграет роль Фандрала, а Кевин Файги поделился, что в сиквеле создатели намереваются расширить концепцию девяти миров планетоида Асгарда, и Тор отправится в «буквальном смысле в иные вселенные». В первом фильме были продемонстрированы только две из них — Асгард и Ётунхейм, а остальные упоминались во флешбэках и рассказах Тора. В октябре студия сообщила обновлённую дату выхода фильма — 15 ноября 2013 года. В тот же день Пэтти Дженкинс официально стала режиссёром «Тора 2», а Натали Портман рассказала, что снова сыграет роль Джейн Фостер.
Несмотря на то, что контракт был подписан, в декабре 2011 Дженкинс отказалась от режиссёрского кресла, сославшись на творческие разногласия со студией. В том же месяце The Hollywood Reporter сообщил, что Marvel рассматривают кандидатуры Алана Тейлора, известного по сериалам «Клан Сопрано», «Безумцы» и «Секс в большом городе», и Дэниела Минахана, известного по «Игре престолов» и «Настоящей крови». Marvel также находится в поисках нового сценариста, чтобы переписать сценарий Пэйна, и рассматривает на эту должность Джона Колли (англ. John Collee), Роберта Родэта и Роджера Эвери. В том же месяце новым режиссёром стал Алан Тейлор.
В январе 2012 года Том Хиддлстон сообщил, что съёмки фильма планируется начать в Лондоне летом 2012 года. В том же месяце появились сведения, что студия наняла сценариста Роберта Родэта (известного по работе над фильмом «Спасти рядового Райана») чтобы переписать сценарий к «Тору 2», а в тот же день актриса Джейми Александер, сыгравшая Сиф, подтвердила, что также появится в сиквеле.
В мае начались переговоры с Мадсом Миккельсеном о роли одного из злодеев. В тот же день Энтони Хопкинс, сыгравший роль Одина, сообщил, что согласен повторить свою роль в дальнейшем, если такое предложение поступит. В конце месяца Disney перенесли дату выхода фильма на 8 ноября 2013 года. В июне 2012 года Джошуа Даллас был вынужден отказаться от роли в сиквеле из-за роли в телесериале «Однажды в сказке». По сообщению The Hollywood Reporter, на роль Фандрала рассматривается Закари Ливай, который мог сыграть и в первом фильме, но был занят в съёмках сериала «Чак».

### Съёмки

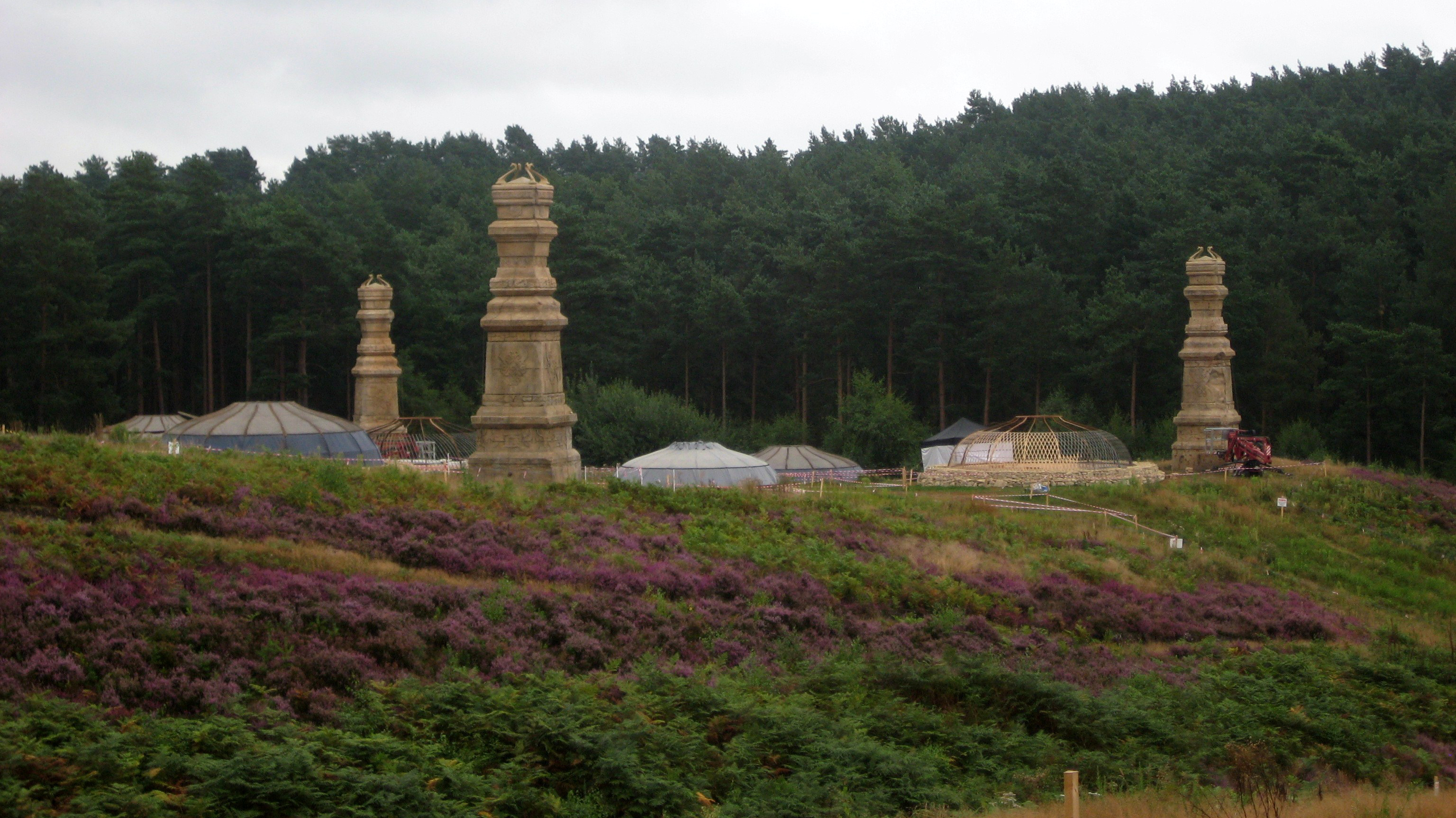
Съёмочная площадка фильма «Тор 2: Царство тьмы» в Борн Вуд, Суррей

Съёмки начались 10 сентября 2012 года в Борн Вуд (англ. Bourne Wood), Суррей. На Comikaze Expo 2012 соавтор Тора Стэн Ли рассказал, что он появится в камео в фильме. Через несколько недель к актёрскому составу присоединились Клайв Расселл и Ричард Брейк в роли Тюра и капитана эйнхериев соответственно. В конце месяца на съёмках фильма Джейми Александер получила травму, поскользнувшись во время дождя. В октябре 2012 производство переместилось в Исландию, где съёмки проходили в Домадалуре, Скоугафоссе, Фьядрарглуфюре (англ. Fjaðrárgljúfur) и на Скейдаре. С конца октября съёмки проходили в Гринвичском госпитале в Лондоне. Также в октябре Disney объявила, что фильм будет выпущен в формате 3D. 14 декабря 2012 Джейми Александер в твиттере написала, что съёмки завершились.
Стэн Ли, создатель всей вселенной Marvel, появлявшийся во всех предыдущих фильмах кинематографической вселенной Marvel в качестве камео, появился в сцене, где отправленный в психбольницу Эрик Селвиг рассказывает о готовящемся схождении. Он является другим больным, у которого Сэлвиг взял ботинок, пытаясь объяснить, как миры проникают друг в друга.

## Прокат
Премьера фильма в Бельгии, Великобритании и Индонезии состоялась 30 октября 2013 года, в Перу, России и Таиланде — 7 ноября 2013 года, в Китае, Польше и США — 8 ноября 2013 года.

## Музыка
В апреле 2013 года было объявлено, что Картер Беруэлл подписал контракт на саундтрек к фильму вслед за Патриком Дойлом, который написал музыку к фильму «Тор» (2011), однако в мае 2013 года Беруэлл покинул фильм из-за творческих разногласий. В июне 2013 в качестве замены Бёруэлла Marvel наняла американского композитора Брайана Тайлера, ранее написавшего музыку для фильма «Железный человек 3» (2013).

## Критика
Фильм получил в основном положительные отзывы кинокритиков. На Rotten Tomatoes собрано 271 рецензий, 66 % из них — положительные. На Metacritic фильм получил оценку в 54 балла из 100 на основе 44 рецензий. Зрители положительно приняли фильм — на IMDb рейтинг картины составляет 6,9 балла из 10. CinemaScore — фирма, занимающаяся исследованием рынка, — проводила опрос зрителей на выходе из кинотеатра в течение открывающего уик-энда. Так, средняя оценка кинозрителей была «пять с минусом» по пятибалльной шкале.

## Продолжение
В октябре 2013 года Хемсворт объявил, что заключил контракт ещё на одно продолжение серии фильмов о «Торе», а также на две части «Мстителей». При этом он отметил, что был бы не прочь и дальше участвовать в проектах кинематографической вселенной Marvel, если зрители этого захотят. Тогда же Кевин Файги заявил, что Тор появится в фильме «Мстители: Эра Альтрона». Также он рассказал о том, что уже сейчас руководители проекта имеют историю, которую хотели бы поведать в следующем фильме. В январе 2014 года Marvel объявила о том, что сценаристами будущего фильма станут Крэйг Кайл и Кристофер Йост, а продюсером вновь будет Кевин Файги. Съёмки «Тор: Рагнарёк» начались 5 июля 2016 года, премьера фильма состоялась 2 ноября 2017 года.